# Togo aux Jeux olympiques
Le Togo participe aux Jeux olympiques depuis les Jeux olympiques d'été de 1972 à Munich. 
Il a participé au boycott africain des Jeux de 1976 ainsi qu'au boycott mené par les États-Unis des Jeux de 1980. 
En 2008,  Benjamin Boukpeti écrit  l’histoire du sport togolais en remportant la premiere  la médaille Olympique (bronze) en slalom K1 aux Jeux olympiques d'été de 2008 à Pékin.

Le Togo participe aux Jeux olympiques d'hiver pour la 1re fois en 2014.
Qualifiée  pour les dix kilomètres classique (Ski de fond) Mathilde-Amivi Petitjean   est la porte  drapeau de la délégation  togolaise aux Jeux Olympiques d’Hiver à Sotchi.    
Les sportifs togolais peuvent participer aux Jeux grâce au comité national olympique togolais, créé en 1963 et reconnu en 1965 par le comité international olympique, qui sélectionne les sportifs pouvant concourir aux Jeux.